# Стефанос Дімітріадіс
Стефанос Дімітріадіс (8 вересня 1989) — грецький плавець.
Учасник Олімпійських Ігор 2012, 2016 років.